# Musik i Österrike

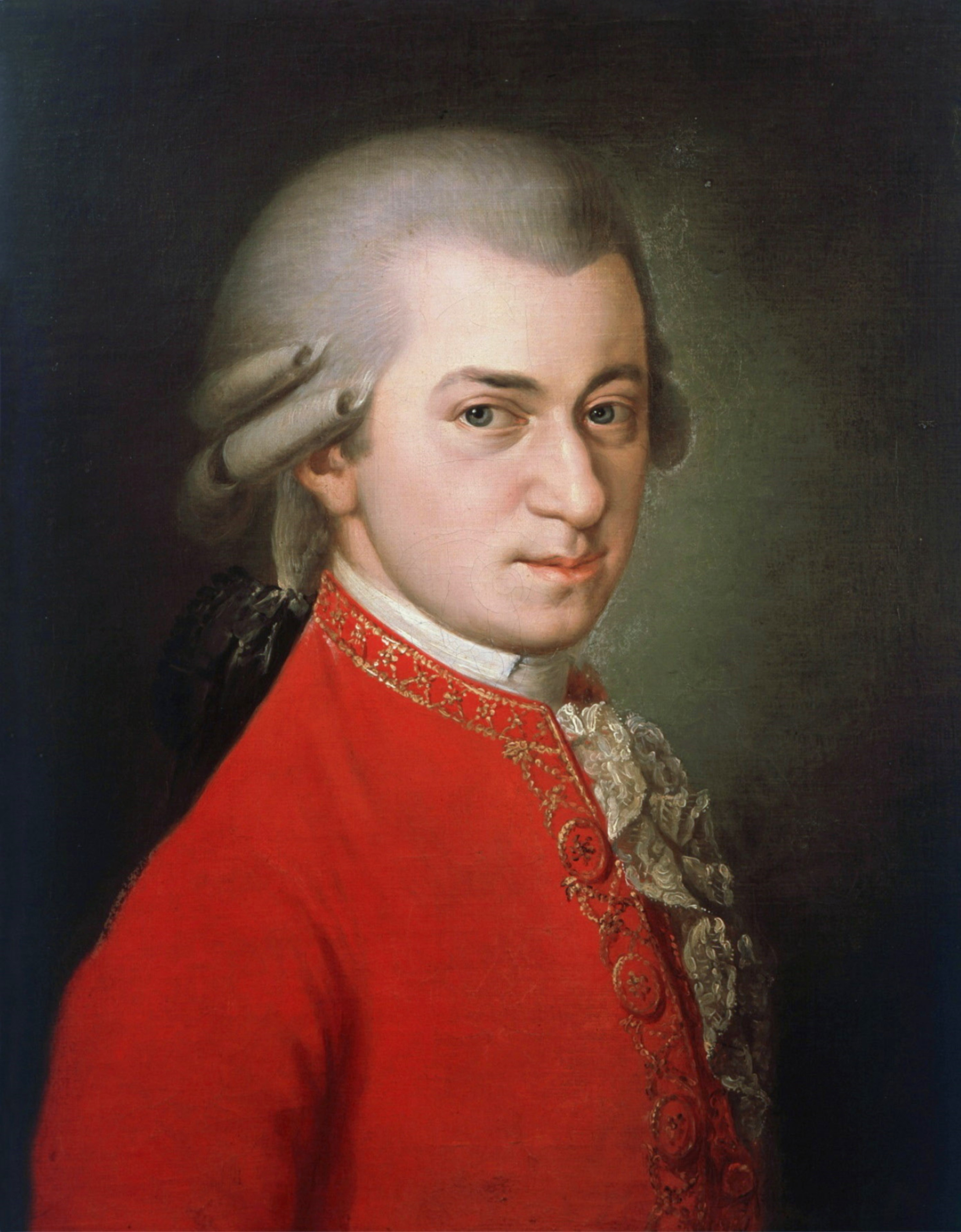
Wolfgang Amadeus Mozart.

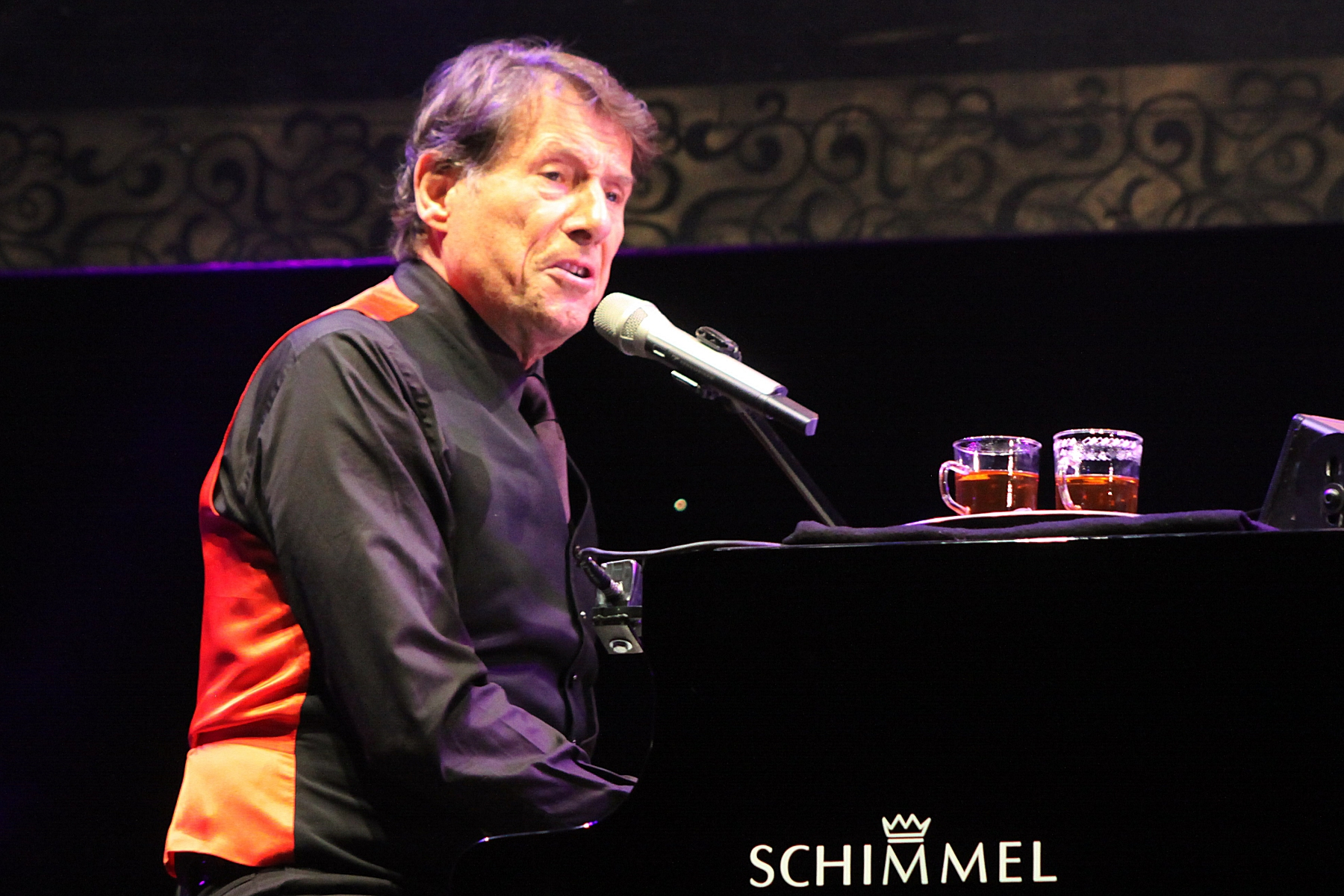
Udo Jürgens.

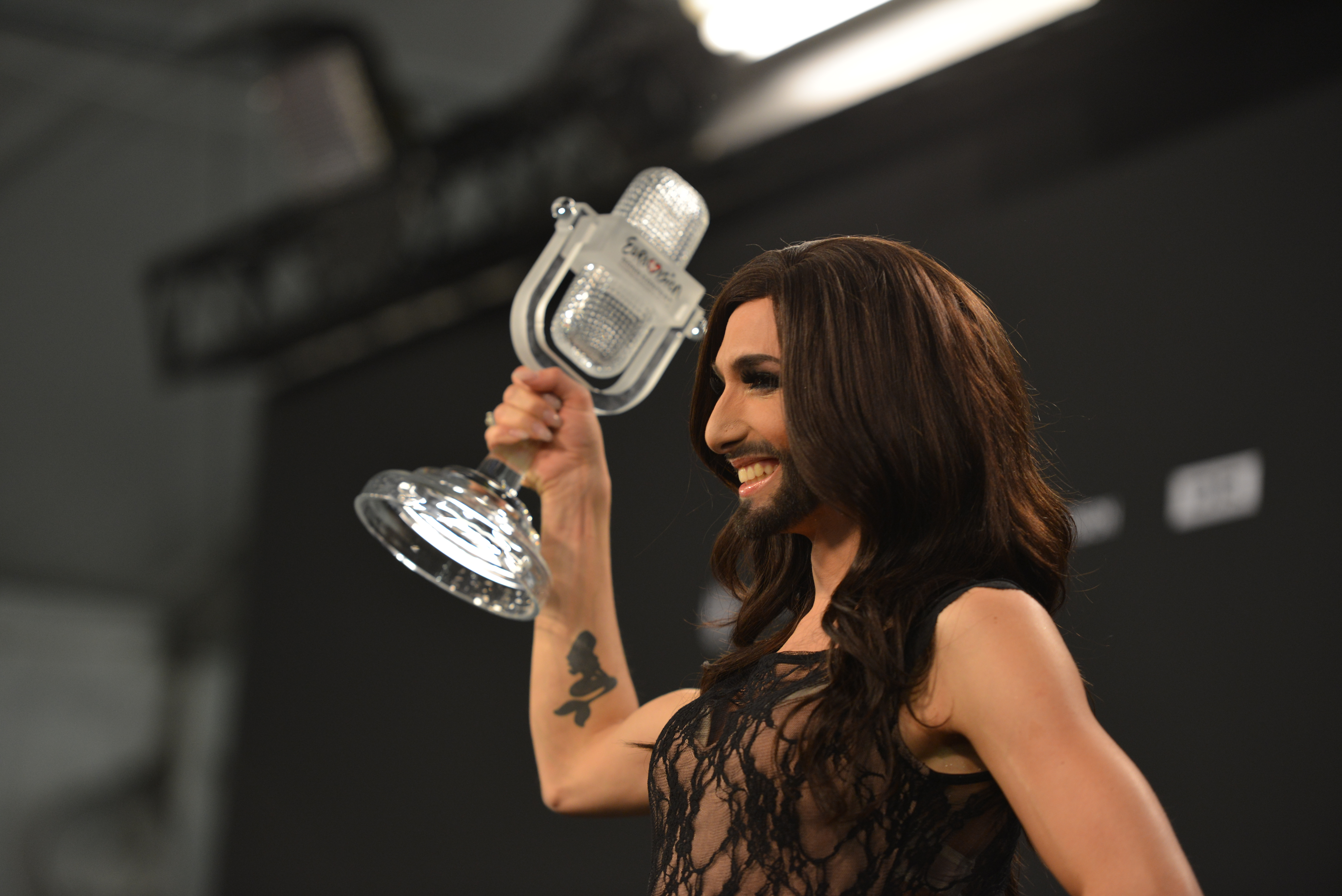
Conchita Wurst vann Eurovision Song Contest 2014.

Musik i Österrike. Österrikes nationalsång heter Land der Berge, Land am Strome.

## Joddling
Joddling har spelat en betydelsefull roll i Alperna.

## Genrer

### Klassisk musik
Österrike har haft många kända klassiska kompositörer. Nyårskonserten från Wien är välkänd.

### Populärmusik
Österrike vann Eurovision Song Contest 1966 med Udo Jürgens och Merci chérie, samt 2014 med Conchita Wurst och låten "Rise Like a Phoenix". I mitten av 1980-talet nådde västtyska och österrikiska artister och grupper stora internationella framgångar. För Österrikes framgångar svarade bland andra Falco med låten Rock Me Amadeus, Opus med Live Is Life.

### Fotnoter
1. ↑  ”Nyårskonsert från Wien”. Sveriges Television. 12 december 2009. http://www.svt.se/veckans-forestallning/nyarskonsert-fran-wien. Läst 8 november 2015.
2. ↑  ”Nena: ”Jag har mitt eget språk och jag tycker om det”. Sveriges Television. 1 september 2015. http://www.svt.se/retro/jag-har-mitt-eget-sprak-och-jag-tycker-om-det. Läst 8 november 2015.